# توموهیسا یوشیدا
توموهیسا یوشیدا (انگلیسی: Tomohisa Yoshida؛ زادهٔ ۲۷ مهٔ ۱۹۸۴) بازیکن فوتبال اهل ژاپن است.